# Kevin Nisbet
Kevin Nisbet (ur. 8 marca 1997 w Glasgow) – szkocki piłkarz występujący na pozycji napastnika w szkockim klubie Hibernian oraz w reprezentacji Szkocji. Wychowanek Partick Thistle, w trakcie swojej kariery grał także w takich zespołach jak East Stirlingshire, Ayr United, Dumbarton, Raith Rovers oraz Dunfermline Athletic.